# Hrabstwo Hampshire (Massachusetts)
Hrabstwo Hampshire (ang. Hampshire County) – hrabstwo w USA, w zachodniej części stanu Massachusetts. W roku 2000 zamieszkiwane przez 152 251 mieszkańców. Centrum administracyjne (ang. county seat) hrabstwa mieści się w Northampton.

## Miasta
- Amherst
- Belchertown
- Chesterfield
- Cummington
- Easthampton
- Goshen
- Granby
- Hadley
- Hatfield
- Huntington
- Middlefield
- Northampton
- Pelham
- Plainfield
- South Hadley
- Southampton
- Ware
- Westhampton
- Williamsburg
- Worthington

## CDP
- Amherst Center
- Belchertown
- Granby
- Hatfield
- Huntington
- North Amherst
- South Amherst
- Ware